# Balestrands kommun
Balestrands kommun (norska: Balestrand kommune) var en kommun i Sogn og Fjordane fylke i västra Norge. Den administrativa huvudorten var tätorten Balestrand. Kommunen upphörde 31 december 2019 då den tillsammans 
med Leikangers kommun slogs ihop med Sogndals kommun.
Kommunen omfattade en del av Jostedalsbreen nationalpark.

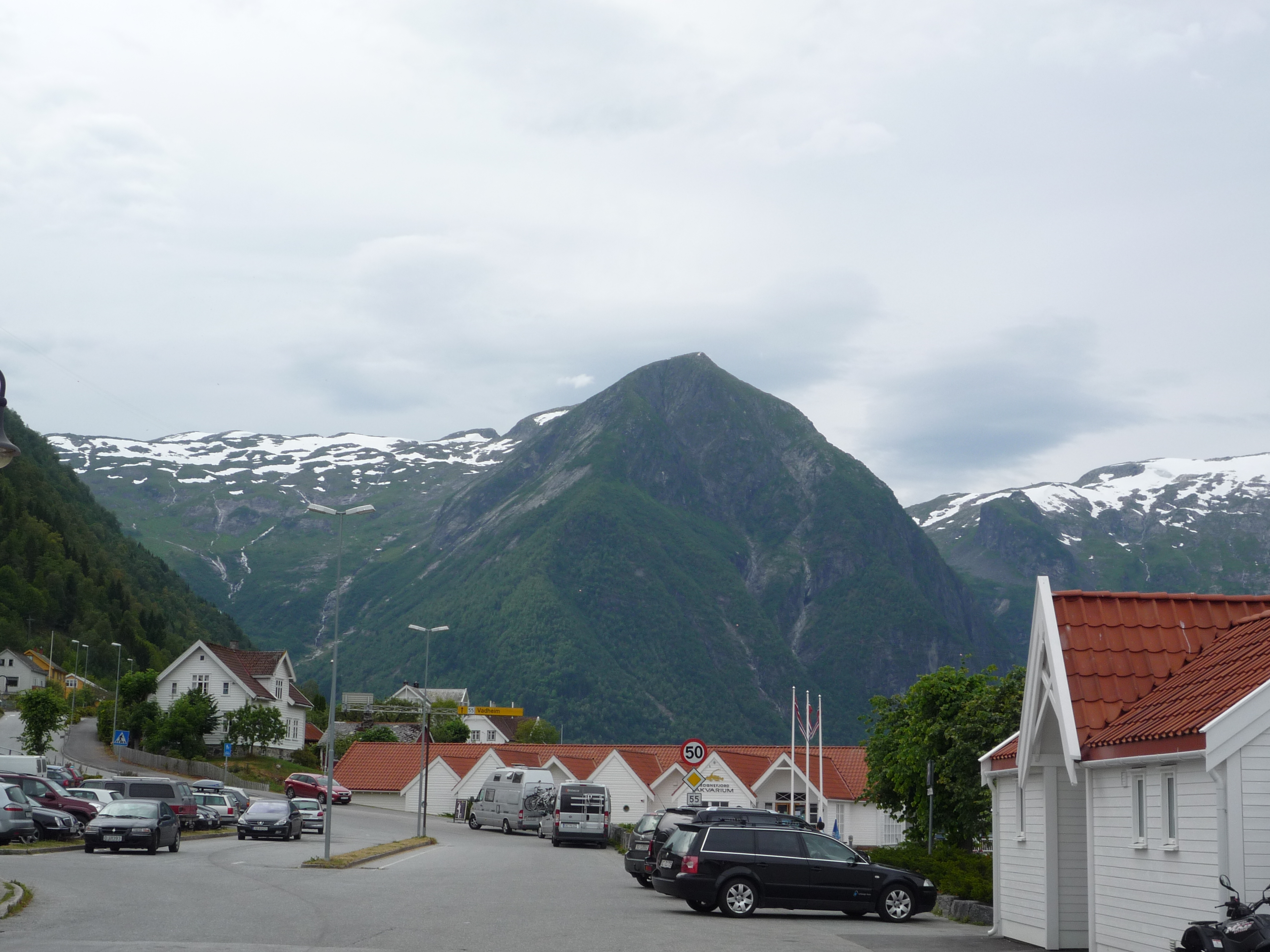
Balestrand.